# Reeta Chowdhari Tremblay
Reeta Chowdhari Tremblay (* 1950) ist eine Politikwissenschaftlerin und emeritierte Professorin der kanadischen University of Victoria. Sie amtierte 2011/12 als Präsidentin der Canadian Political Science Association (CPSA).

## Leben
Tremblay hat einen Master-Abschluss in Politikwissenschaft der University of Chicago, an der sie auch zur Ph.D. promoviert wurde. Außerdem hat sie einen MPhil-Abschluss von der indischen Jawaharlal Nehru University sowie Bachelor- und Master-Titel der University of Kashmir. Bevor sie an die University Victoria kam, war sie Professorin an der Concordia University in Montreal.
Reeta Tremblay ist ehemalige Präsidentin der Canadian Political Science Association (CPSA), der Canadian Asian Studies (CASA) und des Canadian Council of Area Studies of Learned Societies (einschließlich Canadian Asian Studies, Latin American Studies, African Studies und Middle Eastern Studies).
Ihre Forschungsschwerpunkte sind Sezessionsbewegungen in Südasien, besonders in Kaschmir: die Politik des subalternen Widerstands und der Anpassung in postkolonialen Gesellschaften; vergleichende Politikwissenschaft.